# Nastradamus
Nastradamus ist Nas viertes offizielles Album für Columbia Records. Es wurde im November 1999 veröffentlicht. Der Titel leitet sich vom Französischen Propheten Nostradamus ab. Nas gefiel der Name so gut, dass er die ersten drei Buchstaben seines eigenen Vornamens durch Nos austauschte woraus sich Nastradamus bildet. Nastradamus sollte ursprünglich zusammen mit I Am… als Doppelalbum veröffentlicht werden, was aber wegen Raubkopierei nie zustande kam. Nastradamus wird im Vergleich zu den anderen Alben von Nas, oft als sein schlechtestes angesehen. Es ist offensichtlich, dass Nas mit diesem Album den Sprung in den Mainstream machen wollte, was aber floppte. Letztendlich erhielt Nastradamus aber immerhin 3,5 Mics von The Source und wurde mit Platin verifiziert.

## Titelliste
1. The Prediction (produziert von Nas, Trackmasters Entertainment)
2. Life We Chose (produziert von L.E.S.)
3. Nastradamus (produziert von L.E.S.)
4. Some Of Us Have Angels (produziert von Dame Grease)
5. Project Windows featuring Ronald Isley (produziert Nashiem Myrick und Carlos Broady)
6. Come Get Me (produziert von DJ Premier)
7. Shoot 'Em Up (produziert von Havoc)
8. Last Words featuring Nashawn und Millennium Thug (produziert von L.E.S.)
9. Family featuring Mobb Deep (produziert von Dame Grease)
10. God Love Us (produziert von Dame Grease)
11. Quiet Niggas featuring The Bravehearts (produziert von Dame Grease)
12. Big Girl (produziert von L.E.S.)
13. New World (produziert von L.E.S.)
14. You Owe Me featuring Ginuwine (produziert von Timbaland)
15. The Outcome (produziert von Nas und Rich Nice für Trackmasters Entertainment)
16. Hate Me Now featuring Afrob (Bonustrack) (nur auf der Deutschen Version)